# Šat el Arab
Šat al-Arab (arabsko شط العرب, Arabska reka) ali Arvand Rud (perzijsko اَروَندرود, Hitra reka) je okoli 200 km dolga reka, ki nastane s sotočjem rek Evfrat in Tigris pri mestu Kurna arabsko Al Qurnah v gzvernatu Basra (jug Iraka). Na južnem koncu reke do izliva v Perzijski zaliv poteka meja med Irakom in Iranom. V širino meri približno 232 m pri Basri do 800 m pri izlivu. Vodna pot naj bi se oblikovala relativno nedavno v geološkem času. Pred tem sta se Evfrat in Tigris v obliki kanala izlivala v zaliv nekoliko bolj vstran proti zahodu. 
Reka Karun se kot pritok pridruži reki z iranske strani. V reko Šat al-Arab odlaga velike količine mulja, zaradi česar je potrebno nenehno poglabljanje struge, da ta ostaja plovna.
Po nekaterih ocenah naj bi se na tem območju nahajal največji gozd datljevcev na svetu. Sredi sedemdesetih let dvajsetega stoletja je v regiji raslo od 17 do 18 milijonov datljevih palm, ki so predstavljale petino vseh datljevcev na svetu. Do leta 2002 je zaradi posledic vojn, zasoljevanja tal in raznoraznih škodljivcev odmrlo več kot 14 milijonov dreves, od tega približno 9 milijonov v Iraku in 5 milijonov v Iranu. Precejšen del preostalih dreves pa je v slabem stanju.
V srednjeperzijski književnosti in Šahnami (junaški ep, ki je nastal okrog leta 1000) se je beseda اروند Arvand (Hiter) uporabljala kot eno od mnogih poimenovanj za reko Tigris. V obdobju vladavine šaha Mohameda Reze Pahlavija (od leta 1941) so Iranci to ime začeli uporabljati za reko Šat al-Arab.
Leta 1852 so v reki po nesreči potonile neprecenljive umetnine iz Dur Šarukina, ki naj bi jih prepeljali v Pariz.

## Poimenovanje
Perzijska epska pesnitev Šahname (napisana med ok. 977–1010 n. št.) in mnoga druga dela srednjeperzijske književnosti uporabljajo ime Arvand (اروند) za Tigris, sotočje Šat el Arab. Iranci so to ime uporabljali tudi posebej za označevanje Šat el Arab v poznejšem obdobju Pahlavija in to še naprej počnejo od iranske revolucije leta 1979.

## Hidrografija
Izvir reke je sotočje glavnih tokov Evfrata in Tigrisa pri iraškem naselju Kurna na nadmorski višini 4 metre. Reka je dolga okoli 193 km in se izliva v Perzijski zaliv med iraškim polotokom Al-Faw in iranskim otokom Hezr. V kontekstu politične geografije, se tok reke lahko razdeli na severni, ki teče skozi Irak in južni ki predstavlja iraško-iransko mejo. Na desni (zahodni) obali sta iraški mesti Basra in Fav,  na levi (vzhodni) iranska mesta Hejn, Horamšaher in Abadan. Zaradi velikega strateškega pomena je reka v zadnjih 250 letih predmet številnih političnih sporov med Iranom z ene oziroma Osmanskim cesarstvom, Britanskim imperijem in Irakom na drugi strani.
Porečje reke je bil do sredine 1970-ih največji gozd datljevcev na svetu in je vseboval od 17 – 18 milijonov dreves. Zaradi treh velikih vojn (1980.–1988., 1991. in 2003.) je prišlo do ekološke katastrofe in 80 % tega gozda je uničena.

## Ozemeljski spori
Dolgo časa, od Ahemenidskega cesarstva (559 pr. n. št.) do dinastije Afsari (18. stoletje), je bila reka pod perzijskim nadzorom in so jo Perzijci imenovali Arvanrud.
Eden od glavnih vzrokov, ki so pripeljali do izbruha iransko-iraške vojne v 1980-ih, je bil nadzor nad Šat el Arabom / Arvanrudom. Iranska mesta, kot sta Abadan in Khoramčar, ter iraško pristanišče Basra so  ob toku reke.
Med invazijo na Irak leta 2003 je bil nadzor nad tokom reke ključen za sile mednarodne koalicije pod vodstvom Združenih držav. Glede na to, da je to edini izhod Iraka v Perzijski zaliv, je bil njen nadzor bistvenega pomena dostaviti humanitarno pomoč preostalim delom države in ustaviti tihotapljenje. Britanski kraljevi marinci so mesto zavzeli na začetku spopada, potem ko so prevzeli nadzor nad naftnimi obrati Umm Qasr na polotoku al-Faw.